# Järnvägsolyckan på Stora Bältbron
Järnvägsolyckan på Stora Bältbron var en järnvägsolycka som inträffade den 2 januari 2019 på Stora Bältbron över Stora Bält i Danmark. Det är den allvarligaste olyckan i Danmark sedan 1988. Åtta personer omkom och 16 personer skadades.

## Olyckan
Då stormen Alfrida nådde Danmark den 1 januari 2019 stängdes all biltrafik av på Stora Bältbron, natten mellan den 1 och 2 januari. Trafiken förväntades återupptas klockan 11.00 den 2 januari. Järnvägstrafiken var under tiden inte begränsad. Både bil- och järnvägstrafik färdas längs den lägre västra bron, medan den högre östra bron är endast en bilbro (tågen går genom en tunnel).
Vid 07:11 avgick InterCity Lyn ICL 210 från Odense mot Köpenhamn. Tåget som drevs av DSB transporterade 131 passagerare samt en besättning på tre personer då det kom till västra sidan av bron. Samtidigt färdades ett godståg drivet av DB Cargo med en besättning på en person i motsatt riktning mot Carlsbergs bryggeri i Fredericia, 72 km nordväst om olycksplatsen. Godståget bestod av vagnar lastade med släpvagnar till lastbilar, så kallade trailers. Troligen har ett sådant släp lossnat och sedan åkt ur sitt läge i tåget och farit åt sidan och skadat det mötande persontåget.
Kort före 07:35 på den västra bron mellan öarna Sprogø och Fyn kolliderade passagerartåget med ett föremål som man ursprungligen trodde var en presenning från godståget, men som samma dag identifierades med att vara en tom släpvagn som hade fallit eller blåst av från det mötande godståget.
Stormen och olycksplatsen komplicerade räddningsoperationen. Åtta passagerare dödades, varav fem kvinnor och tre män, och 16 personer skadades. Ingen av de skadade hade livshotande skador. På grund av olyckan och den pågående stormen sattes regeringens krishanteringsorganisation, National Operational Staff (NOST), i beredskap.
Experter uppges betrakta vindstyrkan som otillräcklig för att ensamt ha orsakat olyckan, som utreds av Danmarks haverikommission.
Bron öppnades åter för biltrafik klockan 12:20 den 2 januari. Senare på eftermiddagen stängdes den västgående körbanan under en tid på grund av köbildning av nyfikna förare. Järnvägstrafiken återupptogs klockan 10:40 den 3 januari.

### Dödsoffer
Den 4 januari hade alla offer identifierats som danska medborgare, sammanlagt fem kvinnor och tre män. Dansk polis offentliggjorde endast offrens ålder och bostadsort enligt följande:
- Kvinna, 28 år, från östra Fyn
- Man, 51 år, från norra Fyn
- Man, 30 år, från Århus
- Kvinna, 45 år, från Odense
- Kvinna, 60 år, från Odense
- Kvinna, 27 år, från centrala Fyn
- Kvinna, 59 år, från Huvudstadsområdet
- Man, 30 år, från Grönland[22]